# Rondo (Musikmagazin)
Rondo ist mit rund 105.000 Exemplaren Verbreitung (nach IVW für 2007) in Deutschland, Österreich, Schweiz und Südtirol das auflagenstärkste deutschsprachige Special-Interest-Magazin im Klassikbereich. Es erscheint sechsmal jährlich; Verlags- und Redaktionssitz ist München.
Die Papier-Ausgabe erschien seit 1991.
Rondo enthält Berichte, Interviews und Rezensionen zu allen Bereichen der Klassik und des Jazz (Künstler, CDs, DVDs, Konzert- und Opernaufführungen, Festivals). Rondo ist in Opern- und Konzerthäusern, im Tonträgerhandel und in Klassik-Kartenvorverkaufsstellen kostenlos erhältlich. Abonnenten erhalten mit dem Heft eine 32-seitige Beilage RondoPlus sowie eine Rondo-CD.
Als Onlinemagazin bietet Rondo freien Zugriff auf die aktuelle Ausgabe und auf das gesamte Archiv der CD-Rezensionen.